# Prucheraie
Une prucheraie, est un lieu planté de pruches, qui représente les reliques d’un écosystème ancien d’une relative rareté au Canada.  C'est un bois de conifères fait de pruches ou tsugas du Canada. Originaire d’Amérique du Nord et d'Asie, cet arbre a été introduit en Europe en 1740. Quand on froisse ses aiguilles elles dégagent une odeur ressemblant à celle de la ciguë.